# Cratere Pease
Pease è un cratere lunare di 40,84 km situato nella parte nord-orientale della faccia nascosta della Luna.